# Breedvleugelvleermuizen
Breedvleugelvleermuizen (Eptesicus) zijn een geslacht van zoogdieren uit de  familie van de gladneuzen (Vespertilionidae). Veel soorten worden tegenwoordig ook wel tot andere geslachten gerekend, zoals Neoeptesicus en Cnephaeus.
De twee soorten komen voor in Noord-Amerika en de Caraïben.

## Soorten
Er worden 2 soorten in dit geslacht geplaatst:
- Eptesicus dutertreus (P. Gervais, 1837)
- Eptesicus fuscus (Palisot de Beauvois, 1796) – Grote bruine vleermuis

In 2023 werd de taxonomie van dit geslacht herzien, waarna er nog slechts twee soorten in dit geslacht geplaatst worden. De overige soorten werden verplaatst naar de geslachten Cnephaeus (Oude Wereld) en Neoeptesicus (Nieuwe Wereld).